# Championnats du monde juniors de patinage artistique 1984
Navigation
Édition précédente Édition suivante
Les Championnats du monde juniors de patinage artistique 1984 ont lieu du 5 au 11 décembre 1983 à la Makomanai Ice Arena de Sapporo au Japon. 
Ces championnats juniors étaient considérés au Japon comme le cinquième Trophée NHK.

## Qualifications
Les patineurs sont éligibles à l'épreuve s'ils représentent une nation membre de l'Union internationale de patinage (International Skating Union en anglais) et s'ils ont moins de 19 ans avant le 1er juillet 1983, sauf pour les messieurs qui participent au patinage en couple et à la danse sur glace où l'âge maximum est de 21 ans. Les fédérations nationales sélectionnent leurs patineurs en fonction de leurs propres critères.
Sur la base des résultats des championnats du monde juniors 1983, l'Union internationale de patinage autorise chaque pays à avoir de une à trois inscriptions par discipline. 

## Podiums
| Épreuves                            | Or                                | Argent                                  | Bronze                              |
| ----------------------------------- | --------------------------------- | --------------------------------------- | ----------------------------------- |
| Messieurs résultats détaillés       | Viktor Petrenko                   | Marc Ferland                            | Tom Cierniak                        |
| Dames résultats détaillés           | Karin Hendschke                   | Simone Koch                             | Midori Ito                          |
| Couples résultats détaillés         | Manuela Landgraf / Ingo Steuer    | Susan Dungjen / Jason Dungjen           | Olga Neizvestnaya / Sergei Hudyakov |
| Danse sur glace résultats détaillés | Elena Krykanova / Ievgueni Platov | Christina Yatsuhashi / Keith Yatsuhashi | Svetlana Liapina / Georgi Sur       |

## Tableau des médailles
| Rang  | Nation             | Or | Argent | Bronze | Total |
| ----- | ------------------ | -- | ------ | ------ | ----- |
| 1     | Allemagne de l'Est | 2  | 1      | 0      | 3     |
| 2     | Union soviétique   | 2  | 0      | 2      | 4     |
| 3     | États-Unis         | 0  | 2      | 1      | 3     |
| 4     | Canada             | 0  | 1      | 0      | 1     |
| 5     | Japon              | 0  | 0      | 1      | 1     |
| Total | Total              | 4  | 4      | 4      | 12    |

## Détails des compétitions
Pour la saison 1983/1984, les calculs des points se font selon la méthode suivante :
- chez les Messieurs et les Dames (0.6 point par place pour les figures imposées, 0.4 point par place pour le programme court, 1 point par place pour le programme libre)
- chez les couples artistiques (0.4 point par place pour le programme court, 1 point par place pour le programme libre)
- en danse sur glace (0.6 point par place pour les trois danses imposées, 0.4 point par place pour la danse originale, 1 point par place pour la danse libre)

### Messieurs
| Rang    | Nom                | Nation               | Points | Fig. impo. | Prog. court | Prog. libre |
| ------- | ------------------ | -------------------- | ------ | ---------- | ----------- | ----------- |
| 1       | Viktor Petrenko    | Union soviétique     | 3.2    | 3          | 1           | 1           |
| 2       | Marc Ferland       | Canada               | 4.0    | 2          | 2           | 2           |
| 3       | Tom Cierniak       | États-Unis           | 7.8    | 1          | 3           | 6           |
| 4       | Erik Larson        | États-Unis           | 8.0    | 5          | 5           | 3           |
| 5       | Vladimir Petrenko  | Union soviétique     | 8.0    | 4          | 4           | 4           |
| 6       | Matthew Hall       | Canada               | 11.6   | 7          | 6           | 5           |
| 7       | Alain Miquel       | France               | 16.4   | 11         | 7           | 7           |
| 8       | Noritomo Taniuchi  | Japon                | 17.8   | 8          | 10          | 9           |
| 9       | Frédéric Lipka     | France               | 19.0   | 9          | 9           | 10          |
| 10      | Henrik Walentin    | Danemark             | 20.4   | 12         | 13          | 8           |
| 11      | Daniel Weiss       | Allemagne de l'Ouest | 21.2   | 10         | 8           | 12          |
| 12      | Hiroshi Sugiyama   | Japon                | 24.8   | 13         | 15          | 11          |
| 13      | Pavel Vanco        | Tchécoslovaquie      | 27.0   | 16         | 11          | 13          |
| 14      | Tsiu-Yen Leigh     | Royaume-Uni          | 30.0   | 17         | 12          | 15          |
| 15      | Jung Sung-il       | Corée du Sud         | 30.4   | 18         | 14          | 14          |
| 16      | Sean Abram         | Australie            | 31.4   | 15         | 16          | 16          |
| 17      | Zhang Weidong      | Chine                | 32.2   | 14         | 17          | 17          |
| Abandon | Tomislav Čižmešija | Yougoslavie          |        | 6          |             |             |

### Dames
| Rang | Nom                 | Nation               | Points | Fig. impo. | Prog. court | Prog. libre |
| ---- | ------------------- | -------------------- | ------ | ---------- | ----------- | ----------- |
| 1    | Karin Hendschke     | Allemagne de l'Est   | 6.6    | 2          | 6           | 3           |
| 2    | Simone Koch         | Allemagne de l'Est   | 7.4    | 7          | 3           | 2           |
| 3    | Midori Ito          | Japon                | 9.2    | 13         | 1           | 1           |
| 4    | Kathryn Adams       | États-Unis           | 13.6   | 9          | 8           | 5           |
| 5    | Heike Gobbers       | Allemagne de l'Ouest | 14.8   | 8          | 10          | 6           |
| 6    | Irina Klimova       | Union soviétique     | 14.8   | 10         | 2           | 8           |
| 7    | Gigi Siegert        | Autriche             | 15.8   | 1          | 13          | 10          |
| 8    | Constanze Gensel    | Allemagne de l'Est   | 17.0   | 19         | 4           | 4           |
| 9    | Melissa Murphy      | Canada               | 18.4   | 3          | 14          | 11          |
| 10   | Claudia Villiger    | Suisse               | 18.8   | 15         | 7           | 7           |
| 11   | Pinuccia Ferrarid   | Italie               | 19.4   | 6          | 17          | 9           |
| 12   | Nathalie Sasseville | Canada               | 21.6   | 4          | 18          | 12          |
| 13   | Željka Čižmešija    | Yougoslavie          | 24.0   | 11         | 11          | 13          |
| 14   | Veronique Degardin  | France               | 27.2   | 12         | 15          | 14          |
| 15   | Daniela Sarfidis    | Autriche             | 27.4   | 5          | 21          | 16          |
| 16   | Ingrid Karl         | Allemagne de l'Ouest | 28.2   | 14         | 12          | 15          |
| ...  | [[]]                | {{}}                 |        |            |             |             |

### Couples
| Rang | Nom                                  | Nation               | Points | Prog. court | Prog. libre |
| ---- | ------------------------------------ | -------------------- | ------ | ----------- | ----------- |
| 1    | Manuela Landgraf / Ingo Steuer       | Allemagne de l'Est   | 1.8    | 2           | 1           |
| 2    | Susan Dungjen / Jason Dungjen        | États-Unis           | 3.2    | 3           | 2           |
| 3    | Olga Neizvestnaya / Sergei Hudyakov  | Union soviétique     | 3.4    | 1           | 3           |
| 4    | Irina Shishova / Aleksey Suleymanov  | Union soviétique     | 5.6    | 4           | 4           |
| 5    | Ekaterina Gordeeva / Sergueï Grinkov | Union soviétique     | 7.4    | 6           | 5           |
| 6    | Penny Schultz / Scott Grover         | Canada               | 8.8    | 7           | 6           |
| 7    | Danielle Carr / Stephen Carr         | Australie            | 9.0    | 5           | 7           |
| 8    | Sonja Hoefler / Marc Druener         | Allemagne de l'Ouest | 11.2   | 8           | 8           |
| 9    | Lisa Cushley / Neil Cushley          | Royaume-Uni          | 12.6   | 9           | 9           |
| 10   | Jan Waggoner / Todd Waggoner         | États-Unis           | 14.4   | 11          | 10          |
| 11   | Jihong Sun / Jun Fan                 | Chine                | 15.0   | 10          | 11          |

### Danse sur glace
| Rang | Nom                                     | Nation               | Points | Danses imposées | Danse originale | Danse libre |
| ---- | --------------------------------------- | -------------------- | ------ | --------------- | --------------- | ----------- |
| 1    | Elena Krykanova / Ievgueni Platov       | Union soviétique     | 2.0    | 1               | 1               | 1           |
| 2    | Christina Yatsuhashi / Keith Yatsuhashi | États-Unis           | 5.0    | 2               | 2               | 3           |
| 3    | Svetlana Liapina / Georgi Sur           | Union soviétique     | 6.8    | 6               | 3               | 2           |
| 4    | Christine Horton / Michael Farrington   | Canada               | 7.4    | 3               | 4               | 4           |
| 5    | Joanne Borlase / Scott Chalmers         | Canada               | 9.4    | 4               | 5               | 5           |
| 6    | Doriane Bontemps / Charles Paliard      | France               | 11.4   | 5               | 6               | 6           |
| 7    | Stefania Calegari / Pasquale Camerlengo | Italie               | 14.0   | 7               | 7               | 7           |
| 8    | Honorata Gorna / Andrzej Dostatni       | Pologne              | 16.0   | 8               | 8               | 8           |
| 9    | Corinne Paliard / Didier Courtois       | France               | 18.0   | 9               | 9               | 9           |
| 10   | Christine Goettler / Michael Loefflad   | Allemagne de l'Ouest | 20.0   | 10              | 10              | 10          |
| 11   | Dana Jendriskova / Roman Sabol          | Tchécoslovaquie      | 22.0   | 11              | 11              | 11          |
| 12   | Beata Vilagos / Gabor Gagyor            | Hongrie              | 24.0   | 12              | 12              | 12          |
| 13   | Cheryl Rushton / Mark Poole             | Royaume-Uni          | 26.6   | 14              | 13              | 13          |
| 14   | Monica Macdnald / Rodney Clarke         | Australie            | 27.4   | 13              | 14              | 14          |
| 15   | Luyang Liu / Xiangdong Li               | Chine                | 30.0   | 15              | 15              | 15          |